# サミー・マキロイ
サミー・マキロイ（Sammy McIlroy、1954年8月2日 -）は、北アイルランド出身の元サッカー選手。現役時のポジションは、ミッドフィールダー。

## 経歴
マンチェスターUのユース出身、トップチームでは約10シーズンプレー、通算419試合出場、71得点。マンチェスター・ユナイテッドFC退団後はストークでプレーし、その後はマンチェスター・シティに移籍、マンチェスターの両クラブでプレーした4人目の選手となり、移籍後のダービーではマンチェスター・ユナイテッドファンからブーイングを浴びた。
北アイルランド代表としては通算88試合に出場、ワールドカップ・スペイン大会、ワールドカップ・メキシコ大会と2度のワールドカップに出場、1986年大会では主将を務めた。

## タイトル
- マンチェスター・ユナイテッドFC
  - フットボールリーグセカンドディビジョン : 1974–75
  - FAカップ : 1977
  - チャリティーシールド : 1977

- 個人
  - ストーク年間最優秀選手 : 1985